# فولتا الينتيخو 2023
فولتا الينتيخو 2023 هو سباق دراجات هوائية من فئة  منافسة رياضية، وهو الموسم الأربعين من فولتا الينتيخو، وأقيم خلال الفترة من 22 مارس 2023، وحتى 26 مارس 2023.
فاز بالمركز الأول Orluis Aular ‏، وفاز بالمركز الثاني Adrián Bustamante ‏، وفاز بالمركز الثالث Alex Molenaar ‏.

## الفرق
| فرق برو (3)- كاجا رورال-سيغوروس 2023 ‏ - برجس بي إتش 2023 ‏ - Equipo Kern Pharma ‏ فرق قارية (12)- بايك أيد 2023 ‏ - إلكترو هايبر يوروبا ‏ - BAI–Sicasal–Petro de Luanda ‏ - ترينيتي رود ريسينغ 2023 ‏ - Sabgal–Anicolor ‏ - كيلي - سيمولدز يو دي أو 2023 ‏ - إيفابيل سيلينج 2023 ‏ - أنترت فيرينسي ‏ - AP Hotels & Resorts–Tavira–SC Farense ‏ - Credibom–LA Alumínios–Marcos Car ‏ - Tavfer–Ovos Matinados–Mortágua ‏ - Louletano Desportos Clube (cycling) ‏ فرق دراجات هواة (3)- W52–FC Porto ‏ - JV Perfis Windmob‏ - Santa Maria da Feira-Segmento d´Epoca‏ |  |
| |  |

## المراحل
| قائمة المراحل | قائمة المراحل | قائمة المراحل               | قائمة المراحل | قائمة المراحل | قائمة المراحل      | قائمة المراحل  |
| المرحلة       | التاريخ       | الدورة                      |               | المسافة (كم)  | الفائز بالمرحلة    | القائد العام   |
| ------------- | ------------- | --------------------------- | ------------- | ------------- | ------------------ | -------------- |
| المرحلة 1     | 22 مارس       | محافظة باجة – Ourique ‏      | مرحلة مستوية  | 168٫8         | Luke Lamperti ‏     | Luke Lamperti ‏ |
| المرحلة 2     | 23 مارس       | كاسترو فيرديه ‏ – Grândola ‏  | مرحلة التلال  | 170٫8         | Leangel Linarez ‏   | Luke Lamperti ‏ |
| المرحلة 3     | 24 مارس       | فينداس نوفاس – إستريموز     | مرحلة التلال  | 191٫4         | Cyril Barthe ‏      | Cyril Barthe ‏  |
| المرحلة 4     | 25 مارس       | كراتو – Castelo de Vide ‏    | مرحلة جبلية   | 148٫2         | Adrián Bustamante ‏ | Orluis Aular ‏  |
| المرحلة 5     | 26 مارس       | Monforte, Portugal ‏ – يابرة | مرحلة مستوية  | 154٫9         | Leangel Linarez ‏   | Orluis Aular ‏  |

## النتيجة

### مرحلة 1
هي مرحلة مستوية، أقيمت في 22 مارس 2023، وامتدّت لمسافة 168.8 كيلومتر. فاز بالمركز الأول، وتصدر الترتيب العام في نهاية المرحلة وترتيب النقاط للشباب وترتيب النقاط Luke Lamperti ‏، وتصدر ترتيب التسلق رافاييل ريس، وتصدر ترتيب الفرق برجس بي إتش 2023 ‏.
| التصنيف العام | التصنيف العام         | التصنيف العام       | التصنيف العام | التصنيف العام |
| العداء        | العداء                | الفريق              | الوقت         |               |
| ------------- | --------------------- | ------------------- | ------------- | ------------- |
| 1             | Luke Lamperti ‏        | ترينيتي رود ريسينغ ‏ | 3 س 54 د 24 ث |               |
| 2             | Cyril Barthe ‏         | برجس بي إتش ‏        | + 0 ث         |               |
| 3             | Max Walker (cyclist) ‏ | ترينيتي رود ريسينغ ‏ | + 0 ث         |               |
|               |                       |                     |               |               |
|               |                       |                     |               |               |

### مرحلة 2
هي مرحلة جبلية، أقيمت في 23 مارس 2023، وامتدّت لمسافة 170.8 كيلومتر. فاز بالمركز الأول Leangel Linarez ‏، وتصدر ترتيب التسلق رافاييل ريس، وتصدر ترتيب الفرق برجس بي إتش 2023 ‏، وتصدر الترتيب العام في نهاية المرحلة وترتيب النقاط للشباب وترتيب النقاط Luke Lamperti ‏.
| التصنيف العام | التصنيف العام    | التصنيف العام                   | التصنيف العام | التصنيف العام |
| العداء        | العداء           | الفريق                          | الوقت         |               |
| ------------- | ---------------- | ------------------------------- | ------------- | ------------- |
| 1             | Luke Lamperti ‏   | ترينيتي رود ريسينغ ‏             | 8 س 08 د 35 ث |               |
| 2             | Cyril Barthe ‏    | برجس بي إتش ‏                    | + 3 ث         |               |
| 3             | Leangel Linarez ‏ | Tavfer–Ovos Matinados–Mortágua ‏ | + 4 ث         |               |
|               |                  |                                 |               |               |
|               |                  |                                 |               |               |

### مرحلة 3
هي مرحلة جبلية، أقيمت في 24 مارس 2023، وامتدّت لمسافة 191.4 كيلومتر. فاز بالمركز الأول، وتصدر ترتيب النقاط والترتيب العام في نهاية المرحلة Cyril Barthe ‏، وتصدر ترتيب التسلق رافاييل ريس، وتصدر ترتيب الفرق برجس بي إتش 2023 ‏، وتصدر ترتيب النقاط للشباب Luke Lamperti ‏.
| التصنيف العام | التصنيف العام  | التصنيف العام       | التصنيف العام  | التصنيف العام |
| العداء        | العداء         | الفريق              | الوقت          |               |
| ------------- | -------------- | ------------------- | -------------- | ------------- |
| 1             | Cyril Barthe ‏  | برجس بي إتش ‏        | 12 س 38 د 19 ث |               |
| 2             | Luke Lamperti ‏ | ترينيتي رود ريسينغ ‏ | + 7 ث          |               |
| 3             | Orluis Aular ‏  | كاجا رورال-سيغوروس ‏ | + 9 ث          |               |
|               |                |                     |                |               |
|               |                |                     |                |               |

### مرحلة 4
هي مرحلة جبلية، أقيمت في 25 مارس 2023، وامتدّت لمسافة 148.2 كيلومتر. فاز بالمركز الأول Adrián Bustamante ‏، وتصدر ترتيب النقاط للشباب Max Walker (cyclist) ‏، وتصدر ترتيب الفرق 2023 Electro Hiper Europa ‏، وتصدر الترتيب العام في نهاية المرحلة وترتيب النقاط Orluis Aular ‏، وتصدر ترتيب التسلق Pedro Silva ‏.
| التصنيف العام | التصنيف العام      | التصنيف العام            | التصنيف العام  | التصنيف العام |
| العداء        | العداء             | الفريق                   | الوقت          |               |
| ------------- | ------------------ | ------------------------ | -------------- | ------------- |
| 1             | Orluis Aular ‏      | كاجا رورال-سيغوروس ‏      | 16 س 19 د 49 ث |               |
| 2             | Adrián Bustamante ‏ | كيلي - سيمولدز يو دي أو ‏ | + 10 ث         |               |
| 3             | Alex Molenaar ‏     | إلكترو هايبر يوروبا ‏     | + 12 ث         |               |
|               |                    |                          |                |               |
|               |                    |                          |                |               |

### مرحلة 5
هي مرحلة مستوية، أقيمت في 26 مارس 2023، وامتدّت لمسافة 154.9 كيلومتر. فاز بالمركز الأول Leangel Linarez ‏، وتصدر ترتيب التسلق Pedro Silva ‏، وتصدر ترتيب الفرق 2023 Equipo Kern Pharma ‏، وتصدر الترتيب العام في نهاية المرحلة وترتيب النقاط Orluis Aular ‏، وتصدر ترتيب النقاط للشباب Max Walker (cyclist) ‏.

## التصنيف العام النهائي
| التصنيف العام | التصنيف العام      | التصنيف العام            | التصنيف العام  | التصنيف العام |
| العداء        | العداء             | الفريق                   | الوقت          |               |
| ------------- | ------------------ | ------------------------ | -------------- | ------------- |
| 1             | Orluis Aular ‏      | كاجا رورال-سيغوروس ‏      | 19 س 53 د 36 ث |               |
| 2             | Adrián Bustamante ‏ | كيلي - سيمولدز يو دي أو ‏ | + 17 ث         |               |
| 3             | Alex Molenaar ‏     | إلكترو هايبر يوروبا ‏     | + 17 ث         |               |
|               |                    |                          |                |               |
|               |                    |                          |                |               |

### تصنيف النقاط
| تصنيف النقاط | تصنيف النقاط     | تصنيف النقاط                    | تصنيف النقاط | تصنيف النقاط |
| العداء       | العداء           | الفريق                          | النقاط       |              |
| ------------ | ---------------- | ------------------------------- | ------------ | ------------ |
| 1            | Orluis Aular ‏    | كاجا رورال-سيغوروس ‏             | 82 نقطة      |              |
| 2            | Leangel Linarez ‏ | Tavfer–Ovos Matinados–Mortágua ‏ | 63 نقطة      |              |
| 3            | Cyril Barthe ‏    | برجس بي إتش ‏                    | 50 نقطة      |              |
|              |                  |                                 |              |              |
|              |                  |                                 |              |              |

### تصنيف الجبال
| تصنيف الجبال | تصنيف الجبال    | تصنيف الجبال     | تصنيف الجبال | تصنيف الجبال |
| العداء       | العداء          | الفريق           | النقاط       |              |
| ------------ | --------------- | ---------------- | ------------ | ------------ |
| 1            | Pedro Silva ‏    | Sabgal–Anicolor ‏ | 15 نقطة      |              |
| 2            | ماوريسيو موريرا | Sabgal–Anicolor ‏ | 14 نقطة      |              |
| 3            | Pedro Pinto ‏    | إيفابيل سيلينج ‏  | 12 نقطة      |              |
|              |                 |                  |              |              |
|              |                 |                  |              |              |

## تصنيف الفرق

### الفرق حسب الوقت
| تصنيف الفرق حسب الوقت | تصنيف الفرق حسب الوقت | تصنيف الفرق حسب الوقت | تصنيف الفرق حسب الوقت |
| الفريق                | الفريق                | الوقت                 |                       |
| --------------------- | --------------------- | --------------------- | --------------------- |
| 1                     | Equipo Kern Pharma ‏   | 59 س 44 د 54 ث        |                       |
| 2                     | إلكترو هايبر يوروبا ‏  | + 20 ث                |                       |
| 3                     | كاجا رورال-سيغوروس ‏   | + 24 ث                |                       |
|                       |                       |                       |                       |
|                       |                       |                       |                       |

## تصانيف فرعية

### تصنيف أفضل شاب
| تصنيف أفضل شاب | تصنيف أفضل شاب        | تصنيف أفضل شاب                    | تصنيف أفضل شاب | تصنيف أفضل شاب |
| العداء         | العداء                | الفريق                            | الوقت          |                |
| -------------- | --------------------- | --------------------------------- | -------------- | -------------- |
| 1              | Max Walker (cyclist) ‏ | ترينيتي رود ريسينغ ‏               | 19 س 54 د 37 ث |                |
| 2              | Alexandre Montez ‏     | Credibom–LA Alumínios–Marcos Car ‏ | + 17 ث         |                |
| 3              | Oliver Rees ‏          | ترينيتي رود ريسينغ ‏               | + 22 ث         |                |
|                |                       |                                   |                |                |
|                |                       |                                   |                |                |